# Thirteen Senses (banda)
Thirteen Senses es una banda proveniente de Penzance, Cornualles, Inglaterra. El grupo lanzó el álbum The Invitation el 27 de septiembre de 2004 junto con los sencillos Thru The Glass, Do No Wrong, Into The Fire y The Salt Wound Routine, de los cuales los tres primeros alcanzaron a estar en el Top 40 británico. Su segundo álbum, Contact, fue lanzado en abril de 2007 y su tercer álbum Crystal Sounds fue lanzado el 21 de febrero de 2011. En diciembre de 2013 anunciaron la salida de su cuarto álbum "A Strange Encounter" vía Youtube, publicado el 5 de mayo de 2014.

## Historia
Amigos desde la época estudiantil. Will South (músico) escribía canciones y decidió mostrárselas a su amigo Adam Wilson, este expresó que le agradaban las letras y composiciones (Adam estaba en otra banda previamente), más tarde conocieron a Tom Welham, quién sería, el futuro guitarrista de la banda, y finalmente a Brendan James (batería).
Esta banda se formó en el verano de 2001 con el nombre original de "Soul Magician", y sacaron el EP "Inside A Healing Mind" de forma independiente en el 2002 bajo el nombre ya mencionado. Ese mismo año después de grabar el EP, ellos decidieron que el nombre no reflejaba lo que la banda era en realidad, cambiándole el nombre a "Thirteen Senses".
En diciembre de ese mismo año volvieron a sacar otro EP titulado "No Other Life Is Attractive" bajo su nombre actual "Thirteen senses", y en el 2003 grabaron su material final de forma independiente: un álbum llamado "Falls In The Dark". Para el 2004 firmaron con Vértigo Records, una división de Mercury Records, y bajo esa firma su primer material fue el sencillo "Thru The Glass", luego "Do No Wrong" y en septiembre de ese mismo año sacaron su sencillo "Into The Fire" junto con el que es considerado su álbum debut "The Invitation".
En enero de 2005 salió relanzado a la venta el álbum "The Invitation" y también la versión nueva del sencillo de la canción "Thru The Glass", y en marzo del mismo año salió a la venta el sencillo de la canción "The Salt Wound Routine" y la versión japonesa de "The Invitation", ésta tenía dos canciones más: "No Other Life Is Attractive" y "Falling To The Ground" y contenía los vídeos de: "Do No Wrong", "Into The Fire", "Thru The Glass" y "The Salt Wound Routine.
Estuvieron grabando gran parte del año 2006 en su estudio su segundo disco, que estaba programado para salir a la venta el 22 de enero de 2007, pero un repentino cambio de parecer del grupo, pospuso la fecha ya que quitaron una canción de la lista original para sustituirla por otra, y por fin el 2 de abril de 2007 sacaron a la venta su segundo álbum "Contact".
El 28 de agosto de 2007 anunciaron a través de su sitio web que habían comenzado a trabajar en su tercer álbum, y entre abril y julio de 2008, ellos publicaron muestras de 8 canciones en versión demo en su página oficial de MySpace. Después de varios meses sin palabra oficial de la banda, el 28 de mayo de 2009, el baterista Brendon James anunció que su tercer álbum está cercano a completarse y que saldrá, si todo sale bien, dentro de los próximos 2 a 3 meses.
Pero no fue sino hasta el 16 de marzo de 2010 que la banda empezó a dejar escuchar 9 temas completos de su tercer álbum: "Crystal Sounds", vía su página web oficial: www.thirteensenses.com, y un día después lo anunciaron en su página de MySpace, dijeron que el álbum estará disponible para escucharlo solo por un período limitado de tiempo y no dieron detalles de cuando podría salir de forma física al mercado.
La versión final en CD y descarga de archivos de "Crystal Sounds" fue publicada en el mercado el 21 de febrero de 2011 e incluye 4 canciones no incluidas en la versión antes disponible en su página web.
El 27 de febrero de 2013, la banda anunció vía Facebook y Twitter que: "el trabajo en un nuevo álbum está llegando a su conclusión... más noticias llegaran pronto...!"
El 23 de diciembre el año 2013 se anunció el cuarto álbum de la banda,"A Strange Encounter", que se publicará en febrero de 2014, y junto con la noticia, se publicó una versión "Times Like These" (Originalmente de la banda Foo Fighters) Realizada por Thirteen Senses.
Sin embargo, el 6 de febrero de 2014 (vía Twitter y otras redes) hicieron público que el lanzamiento del álbum estaba retrasado y (ahora dando una fecha concreta) saldría el 5 de mayo de 2014.
"@thirteensenses: There's been a little delay, but today we announce that 'A Strange Encounter' will be released 5th May 2014! #strangeencounter"

## Canciones que hicieron apariciones en series u otros medios

### "Into The Fire"
El 27 de septiembre de 2004 lanzaron su álbum "The Invitation" disco del cual la canción "Into The Fire" fue un éxito y ha sido utilizada en:
- Un episodio de la serie "Rescue Me".
- El primer episodio de Grey's Anatomy.
- La premier de "Los 4400".
- Un episodio de la segunda temporada de "Tru Calling"
- En un film francés llamado "Les Chevaliers Du Ciel" (Aka. Sky Fighters, 2005).
- En un clip dedicado a Jim Carrey en los MTV Movie Awards 2006. (MTV generation award) en el video que circula por internet se puede escuchar la canción desde el minuto: 3:21.
- En un episodio de la 11º temporada de la serie médica ER, el episodio se tituló "The Show Must Go On".
- En la película "Loco Por La Novia" de Stuart Townsend, Amy Smart y Seth Green.
- Anuncio de programa conmemorativo de los cien años de la Gran Vía de Madrid en Telemadrid.
- Anuncio de la cadena Factoría de Ficción de la serie Mentes Criminales.
- En el episodio titulado: "Blind Dates" de la famosa serie: "Pretty Little Liars".

### "Do No Wrong"
- La canción apareció el 21 de septiembre de 2007 en un episodio del programa de televisión Guiding Light.
- La canción también apareció en el episodio 302 de la serie Without a Trace.

### "Gone"
- Apareció en el episodio piloto de la serie de televisión Bones en 2005.

### "All The Love In Your Hands"
- Apareció en un episodio de "Dragons' Den: Where Are They Now?" en 2007.

### "Follow Me"
- Apareció en el primer episodio de la segunda temporada de la serie Kyle XY en 2007.

### "Home"
- Apareció en el primer episodio de la tercera temporada de la serie Kyle XY en 2009.

## Miembros
- Will South (nacido William David South) (voz/2.ª guitarra/piano)
- Tom Welham (nacido Thomas William George Welham) (1.ª guitarra/2.ª voz)
- Adam Wilson (nacido Adam Michael Wilson) (bajo)
- Brendon James (Nacido Brendon Arthur James) (batería)

## Discografía

### Álbumes

#### Soul Magician Live (2001)
1. Attracting Submission
2. Bittersweet
3. The New Seconds
4. The Spring
5. River Flow Red
6. Primary Pleasure
7. Over Your Way
8. Apocalypse Fashion
9. War Against Yourself
10. Mouthful of Gravel
11. Take it the Whole Way
12. I Know You're Not That Dumb
13. Saving (Original)
14. Watching Over As We Drown
15. River Flow Red (Remix)

"Soul Magician Live" fue un disco único que circuló en 2001 y actualmente hay alrededor de 200 copias en el mundo. Se pueden oír algunos temas de este disco en la siguiente página:
http://thirteensenses.weebly.com/soul-magician-live-cd.html

#### Falls In The Dark (2003)
1. Thru The Glass
2. Gone
3. The Salt Wound Routine
4. Lead Us
5. No Other Life Is Attractive
6. Little Unrest
7. Slightly Defect Hands
8. Exploding Star
9. The Questions
10. Shape
11. Spitting Out Teeth
12. This Is An Order
13. Do No Wrong

"Falls In The Dark" fue creado antes de firmar con Vertigo Records y si se busca en su discografía no se encontrará siempre, en "The Invitation" se regrabaron varios temas de este álbum.

#### The Invitation (2004)
1. Into The Fire
2. Thru The Glass
3. Gone
4. Do No Wrong
5. The Salt Wound Routine
6. Saving + The Invitation (Hidden Track)
7. Lead Us
8. Last Forever
9. History
10. Undivided
11. Angels And Spies
12. Automatic

#### Contact (2007)
1. Contact
2. All The Love In Your Hands
3. Animal
4. Call Someone
5. Follow Me
6. A Lot Of Silence Here
7. Spirals
8. Talking To Sirens
9. Under The Sun
10. Spark
11. Ones And Zeros
12. You And I (Hidden Track)

#### Crystal Sounds (2011)
1. Crystal Sounds
2. The Loneliest Star
3. Home
4. Imagine Life
5. Suddenly
6. Animals
7. After The Retreat
8. I Saw Stars Disappear
9. Answer
10. Out There
11. Send Myself To Sleep
12. Concept
13. In The Crowding

#### A Strange Encounter (2014)
1. A Brief History
2. Stars Make Progress
3. A Strange Encounter
4. Lost
5. The Hour
6. In Lunar Light
7. Gathered Here A Stranger
8. Here And Now
9. Waves
10. In Time

### EP

#### Inside A Healing Mind EP (2002)
(Como "Soul Magician")
1. Glow (4:27)
2. Bittersweet (4:17)
3. Attracting Submission (2:04)
4. The Spring (3:50)

#### No Other Life Is Attractive EP (2002)
1. No Other Life Is Attractive (5:47)
2. Little Unrest (5:39)
3. The Questions (5:02)
4. Sound (7:34)
5. Falling To The Ground (6:36)

### Sencillos
- Thru The Glass (2004)
- Do No Wrong (2004)
- Into The Fire (2004)
- Perfect [era un vinilo que venía promocionalmente con "The Invitation"] (2004)
- Thru The Glass [nueva versión] (2005)
- The Salt Wound Routine (2005)
- After The Retreat (2005) [una versión demo que nunca fue lanzada]
- All The Love In Your Hands (2007)
- Follow Me (2007)
- Under The Sun (2007) (solo salió en versión promocional)
- The Loneliest Star (2011)
- Home (2011)

## Canciones de los sencillos y otros temas no incluidos en los álbumes
(2004)
- Little Unrest
- The Questions
- Control
- Attracting Submission
- Late Gazes
- Falling To The Ground
- Tended To Break Us
- This Is An Order
- Perfect
- Last Christmas (Wham! cover)

(2005)
- Lights Out
- Picture This
- Turn Out The Light
- Losers
- Sunshine Illuminate
- Straight Through Your Bones
- You Never Really Try To Turn It Back
- Expecting To Fly (Buffalo Springfield cover)

(2007)
- Cover
- K Song
- Spirit
- Time
- Final Call
- Rent (Pet Shop Boys cover)

(2010-2011)
- Step Into Christmas (Elton John cover)
- Blame
- Reputation
- Change The Atmosphere
- Rocket Man (live radio session) (Elton John cover)

## Videografía
- Thru The Glass (2004)
- Into The Fire (2004)
- Do No Wrong (2004)
- Thru The Glass [nueva versión] (2005)
- The Salt Wound Routine (2005)
- All The Love In Your Hands (2007)
- Follow Me (2007)
- The Loneliest Star (2011)
- Home (2011)